# Zaprochilus ninae
Zaprochilus ninae is een rechtvleugelig insect uit de familie sabelsprinkhanen (Tettigoniidae). De wetenschappelijke naam van deze soort is voor het eerst geldig gepubliceerd in 1993 door Rentz.
1. ↑  (en) Zaprochilus ninae op de IUCN Red List of Threatened Species.